# Torhovîșce, Turiisk
Torhovîșce (în ucraineană Торговище) este un sat în comuna Perevalî din raionul Turiisk, regiunea Volînia, Ucraina.

## Demografie
Componența lingvistică a localității Torhovîșce
     Ucraineană (99,48%)
     Alte limbi (0,52%)
Conform recensământului din 2001, majoritatea populației localității Torhovîșce era vorbitoare de ucraineană (99,48%), existând în minoritate și vorbitori de alte limbi.